# Год без любви
«Год без любви» (исп. Un año sin amor) — экзистенциальная драма аргентинского режиссёра-дебютантки Анаи Бернери. Сюжет картины основан на автобиографическом романе Пабло Переса.

## Сюжет
Пабло — молодой начинающий писатель, мечтающий в один прекрасный день опубликовать свои работы. Несмотря на то, что у мужчины есть несколько друзей, он очень одинок. У Пабло ВИЧ-положительный статус, но он до сих пор отказывается начинать лечение, отчасти из-за страха последствий и осложнений, к которым может привести терапия. Вместо этого молодой человек погружается в мир случайных знакомств через интернет, кинотеатров для геев и секс в тёмных комнатах. Пабло окунается с головой в мир садомазохизма, боль заставляет его забыть о проблемах со здоровьем. Когда врач убеждает его, что необходимо немедленно начать лечение, Пабло пытается определиться: дальше продолжать губительный образ жизни или дать себе ещё один шанс.

## В ролях
| Актёр               | Роль    |
| ------------------- | ------- |
| Хуан Минухин        | Пабло   |
| Карлос Эчеваррия    | Николас |
| Хавьер ван де Кутер | Мартин  |

## Награды
Фильм получил призы:
- Берлинский кинофестиваль: премия Тедди в номинации «Лучший художественный фильм», 2005 год.
- Кинофестиваль Аутфест: Премия большого жюри в номинации «Лучший иностранный художественный фильм», 2005 год.